# Discografia de Pink
A discografia completa da cantora norte-americana de pop rock Pink, nome artístico de Alecia Beth Moore, que consiste em seis álbuns de estúdio, um box de compilação, 56 singles e várias aparições especiais. Segundo a RIAA, P!nk já vendeu 18 milhões de álbuns em território americano e tem todos seus álbuns com no mínimo certificação de platina.  
Em 2000, ela lançou seu primeiro álbum de estúdio, "Can't Take Me Home". Ele vendeu quatro milhões de cópias em todo o mundo e rendeu três singles, "There You Go", "Most Girls" e "You Make Me Sick". Um ano depois, Pink gravou o "Lady Marmalade" com Christina Aguilera, Mýa e Lil 'Kim para o filme Moulin Rouge!. Mais tarde naquele ano, Pink lançou seu segundo álbum de estúdio, "Missundaztood", que vendeu 15 milhões de cópias em todo o mundo. O disco foi promovido por quatro singles, "Get the Party Started", "Don't Let Me Get Me", "Just Like a Pill" e "Family Portrait", todos com sucesso comercial. 
Em 2003, Pink lançou seu terceiro álbum de estúdio, "Try This". O álbum foi seu álbum menos bem sucedido, tendo vendido 3 milhões de unidades em todo o mundo. Seus singles incluem "Trouble", "God is a DJ" e "Last to Know". Seu quarto álbum de estúdio, "I'm Not Dead", foi lançado em 2006 e se saiu moderadamente nas paradas. Gerou sete singles, incluindo os singles top 10 "Stupid Girls", "U + Ur Hand" e "Who Knew". O quinto álbum de Pink, "Funhouse" (2008), vendeu mais de sete milhões de cópias em todo o mundo e ficou em primeiro lugar em vários países, incluindo Austrália, Holanda e Reino Unido. Inclui seu segundo hit número um na Billboard Hot 100, "So What". 
Em 2010, Pink lançou seu primeiro álbum de grandes sucessos, "Greatest Hits ...So Far!!!" Produziu dois singles top 10, "Raise Your Glass" e "Fuckin 'Perfect". Seu sexto álbum, "The Truth About Love", foi lançado em 2012 e produziu seis singles, "Blow Me (One Last Kiss)", "Try", "Just Give Me a Reason", "True Love", "Walk of Shame". e "Are We All We Are". Pink vendeu mais de 42 milhões de álbuns e 75 milhões de singles em todo o mundo. Nos Estados Unidos, ela vendeu mais de 18 milhões de álbuns.  Em 2017, a cantora lançou seu sétimo álbum Beautiful Trauma, que liderou as paradas na Austrália, Áustria, Canadá, Irlanda, Holanda, Nova Zelândia, Reino Unido e Estados Unidos. Seu primeiro single "What About Us" alcançou o número um na Austrália e na Holanda.

## Álbuns de estúdio
| Ano  | Detalhes do álbum | Melhores posições nas tabelas | Melhores posições nas tabelas | Melhores posições nas tabelas | Melhores posições nas tabelas | Melhores posições nas tabelas | Melhores posições nas tabelas | Melhores posições nas tabelas | Melhores posições nas tabelas | Melhores posições nas tabelas | Vendas e Certificações |
| Ano  | Detalhes do álbum | EUA                           | ALE                           | AUS                           | CAN                           | FRA                           | HOL                           | IRL                           | NZL                           | RU                            | Vendas e Certificações |
| ---- | --- | ----------------------------- | ----------------------------- | ----------------------------- | ----------------------------- | ----------------------------- | ----------------------------- | ----------------------------- | ----------------------------- | ----------------------------- | --- |
| 2000 | Can't Take Me Home - Lançamento: 4 de Abril de 2000 - Gravadora: Arista (#07822-14718-2) - Formatos: CD, CS                   | 26                            | 85                            | 10                            | 20                            | —                             | 58                            | 23                            | 12                            | 13                            | - : 2,508,000 - : 421,247 - : 8.326.000 - : 2× Platina - : 2× Platina - : 2× Platina - : Platina - : Platina                                                                                            |
| 2001 | Missundaztood - Lançamento: 20 de Novembro de 2001 - Gravadora: Arista (#07822-14718-2) - Formatos: CD, CS                    | 6                             | 5                             | 14                            | 5                             | 17                            | 5                             | 1                             | 4                             | 2                             | - : 5,600,000 - : 1,813,832 - : 20.000.000 - : 5× Platina - : 2× Platina - : 4× Platina - : Platina - : 5× Platina - : 3× Platina - : 6× Platina - : 2× Ouro - : 4× Platina                             |
| 2003 | Try This - Lançamento: 11 de Novembro de 2003 - Gravadora: Arista (#82876-56813-2) - Formatos: CD                             | 9                             | 2                             | 8                             | 8                             | 12                            | 8                             | 8                             | 24                            | 3                             | - : 1,756,000 - : 486,665 - : 2.815.000 - : Platina - : 3× Ouro - : 2× Platina - : Platina - : Platina - : Platina - : Platina - : Ouro                                                                 |
| 2006 | I'm Not Dead - Lançamento: 4 de Abril de 2006 - Gravadora: LaFace, Zomba (#82876-80320-2) - Formatos: CD                      | 6                             | 1                             | 1                             | 2                             | 7                             | 5                             | 9                             | 1                             | 3                             | - : 2,610,000 - : 700,000 - : 1,237,665 - : 10.000.000 - : 2× Platina - : 7× Ouro - : 11× Platina - : 2× Platina - : 2× Platina - : 2× Platina - : Platina - : 4× Platina - : 3× Platina - : 2× Platina |
| 2008 | Funhouse - Lançamento: 28 de Outubro de 2008 - Gravadora: LaFace, Zomba (#88697-36759-2) - Formatos: CD                       | 2                             | 2                             | 1                             | 3                             | 4                             | 1                             | 2                             | 1                             | 1                             | - : 3,070,000 - : 1,206,297 - : 14.029.000 - : 3× Platina - : 4× Platina - : 11× Platina - : 4× Platina - : Platina - : 4× Platina - : 3× Platina - : Platina - : 3× Platina - BRA: Ouro                |
| 2012 | The Truth About Love - Lançamento: 14 de setembro de 2012 - Gravadora: Sony Music RCA - Formatos: CD, Download Digital, Vinil | 1                             | 1                             | 1                             | 1                             | 4                             | 3                             | 3                             | 1                             | 2                             | 🇬🇧:600,000 - : 3.760,000 - : 16.000.000 - : 3× Platina - : 9× Platina - : 2× Platina - : 6× Platina - : Platina - : 5× Ouro - : Platina - : Platina - : 3× Platina - BRA: 2× Platina                    |
| 2017 | Beautiful Trauma - Lançamento: 13 de outubro de 2017 - Gravadora: RCA - Formatos: CD, Download Digital, Vinil                 | 1                             | 2                             | 1                             | 1                             | 2                             | 1                             | 1                             | 1                             | 1                             | - : 2.000.000 - : 5.500.000 - : 2× Platina - : 4× Platina - : Platina - : Platina - : Ouro - : Ouro - : Platina - : Platina - BRA: Ouro                                                                 |
| 2019 | Hurts 2B Human - Lançamento: 26 de abril de 2019 - Gravadora: RCA - Formatos: CD, Download Digital, Vinil                     | 1                             | 2                             | 1                             | 1                             | 7                             | 1                             | 1                             | 1                             | 1                             | - : 600.000 - : 1.400.000 - : Prata60,000 - : Ouro |
| 2023 | Trustfaal - Lançamento: 17 de Fevereiro de 2023 - Gravadora: RCA - Formatos: CD, Download Digital, Vinil                      | 2                             | 1                             | 1                             | 1                             | 2                             | 2                             | 2                             | 1                             | 1                             | |

## Compilações
| Ano  | Detalhes do álbum                                                                                      | Melhores posições nas tabelas | Melhores posições nas tabelas | Melhores posições nas tabelas | Melhores posições nas tabelas | Melhores posições nas tabelas | Melhores posições nas tabelas | Melhores posições nas tabelas | Melhores posições nas tabelas | Melhores posições nas tabelas | Vendas & Certificações |
| Ano  | Detalhes do álbum                                                                                      | EUA                           | ALE                           | AUS                           | CAN                           | FRA                           | HOL                           | IRL                           | NZL                           | RU                            | Vendas & Certificações |
| ---- | --- | ----------------------------- | ----------------------------- | ----------------------------- | ----------------------------- | ----------------------------- | ----------------------------- | ----------------------------- | ----------------------------- | ----------------------------- | --- |
| 2010 | Greatest Hits... So Far!!! - Lançamento: 16 de Novembro de 2010 - Gravadora: LaFace - Formato: CD, DVD | 5                             | 3                             | 1                             | 4                             | 8                             | 3                             | 8                             | 3                             | 5                             | - : 1.156.000 - : 5.000.000 - : Platina - : Platina - : 8× Platina - : 3× Platina - : Platina - : Platina - : 2× Platina - : Ouro - : 2× Platina |

## Singles
| Ano  | Canção                                                    | Posição nas paradas | Posição nas paradas | Posição nas paradas | Posição nas paradas | Posição nas paradas | Posição nas paradas | Posição nas paradas | Posição nas paradas | Posição nas paradas | Certificação | Álbum                                           |
| Ano  | Canção                                                    | EUA                 | AUS                 | AUT                 | CAN                 | ALE                 | IRL                 | HOL                 | NZL                 | UK                  | Certificação | Álbum                                           |
| ---- | --------------------------------------------------------- | ------------------- | ------------------- | ------------------- | ------------------- | ------------------- | ------------------- | ------------------- | ------------------- | ------------------- | --- | ----------------------------------------------- |
| 2000 | "There You Go"                                            | 7                   | 2                   | 26                  | 6                   | 65                  | 19                  | 8                   | 6                   | 6                   | - EUA: Ouro - AUS: Platina | Can't Take Me Home                              |
| 2000 | "Most Girls"                                              | 4                   | 1                   | —                   | 2                   | —                   | 15                  | 23                  | 2                   | 5                   | - AUS: Platina | Can't Take Me Home                              |
| 2000 | "You Make Me Sick"                                        | 33                  | 25                  | —                   | —                   | 88                  | 30                  | —                   | 10                  | 9                   | - AUS: Ouro | Can't Take Me Home                              |
| 2001 | "Lady Marmalade" (com Christina Aguilera, Lil' Kim e Mýa) | 1                   | 1                   | 1                   | 1                   | 1                   | 1                   | 1                   | 1                   | 1                   | - SUI: Ouro - SUE: platina - NOR: platina - NZ: platina - BEL: Ouro - AUS: Ouro - ITA: platina - FRA: prata - AUS: 2× Platina - UK: Ouro | Trilha sonora de Moulin Rouge!                  |
| 2001 | "Get the Party Started"                                   | 4                   | 1                   | 2                   | 11                  | 2                   | 1                   | 2                   | 1                   | 2                   | - EUA: Ouro - AUS: Ouro - UK: Prata | M!ssundaztood                                   |
| 2002 | "Don't Let Me Get Me"                                     | 8                   | 8                   | 10                  | 20                  | 10                  | 5                   | 6                   | 1                   | 6                   | - AUS: Ouro | M!ssundaztood                                   |
| 2002 | "Just Like a Pill"                                        | 8                   | 97                  | 2                   | 4                   | 29                  | 2                   | 6                   | 2                   | 1                   | | M!ssundaztood                                   |
| 2002 | "Family Portrait"                                         | 20                  | 11                  | 11                  | 30                  | 8                   | 5                   | 5                   | 5                   | 11                  | - AUS: Ouro | M!ssundaztood                                   |
| 2003 | "Feel Good Time" (com William Orbit)                      | 60                  | 7                   | 9                   | 30                  | 16                  | 9                   | 13                  | 17                  | 3                   | - AUS: Ouro | Charlie's Angels: Full Throttle OST             |
| 2003 | "Trouble"                                                 | 68                  | 8                   | 5                   | 2                   | 7                   | 7                   | 10                  | 20                  | 7                   | - AUS: Ouro | Try This                                        |
| 2004 | "God Is a DJ"                                             | 103                 | 24                  | 26                  | 46                  | 44                  | 13                  | 6                   | 30                  | 11                  | | Try This                                        |
| 2004 | "Last to Know"                                            | —                   | —                   | 48                  | 31                  | 66                  | 23                  | 22                  | —                   | 21                  | | Try This                                        |
| 2006 | "Stupid Girls"                                            | 13                  | 4                   | 3                   | 2                   | 5                   | 5                   | 9                   | 7                   | 4                   | - EUA: Ouro - AUS: Ouro | I'm Not Dead                                    |
| 2006 | "Who Knew"                                                | 9                   | 2                   | 11                  | 46                  | 12                  | 6                   | 35                  | 11                  | 5                   | - EUA: Platina - AUS: Platina - BRA: Ouro                                                                                                | I'm Not Dead                                    |
| 2006 | "U + Ur Hand"                                             | 9                   | 5                   | 3                   | 31                  | 4                   | 13                  | 31                  | 10                  | 10                  | - EUA: Platina - UK: Prata - AUS: Platina                                                                                                | I'm Not Dead                                    |
| 2006 | "Nobody Knows"                                            | —                   | 27                  | 21                  | —                   | 17                  | 27                  | 38                  | —                   | 27                  | | I'm Not Dead                                    |
| 2006 | "Dear Mr. President" (with Indigo Girls)                  | —                   | 5                   | 1                   | 55                  | 3                   | —                   | 37                  | 11                  | —                   | - AUS: Ouro | I'm Not Dead                                    |
| 2007 | "Leave Me Alone (I'm Lonely)"                             | —                   | 5                   | —                   | —                   | —                   | —                   | —                   | 5                   | —                   | - AUS: Ouro | I'm Not Dead                                    |
| 2007 | "Sing" (Annie Lennox e outros artistas)                   | —                   | —                   | —                   | —                   | —                   | —                   | —                   | —                   | —                   | | Songs of Mass Destruction                       |
| 2007 | "Cuz I Can"                                               | —                   | —                   | —                   | —                   | —                   | —                   | —                   | 29                  | —                   | | I'm Not Dead                                    |
| 2008 | "So What"                                                 | 1                   | 1                   | 1                   | 1                   | 1                   | 1                   | 4                   | 1                   | 1                   | - NZL: Ouro - EUA: 3× Platina - UK: Prata - AUS: 4× Platina                                                                              | Funhouse                                        |
| 2008 | "Sober"                                                   | 15                  | 6                   | 4                   | 8                   | 3                   | 12                  | 3                   | 7                   | 9                   | - AUS: 2× Platina - BRA: Ouro | Funhouse                                        |
| 2009 | "Please Don't Leave Me"                                   | 17                  | 11                  | 5                   | 8                   | 8                   | 10                  | 19                  | 19                  | 12                  | - AUS: 2× Platina - BRA: Ouro | Funhouse                                        |
| 2009 | "Bad Influence"                                           | —                   | 6                   | 20                  | —                   | 26                  | —                   | —                   | 12                  | 123                 | - AUS: Ouro | Funhouse                                        |
| 2009 | "Funhouse"                                                | 44                  | 6                   | 7                   | 21                  | 16                  | 26                  | 14                  | 15                  | 29                  | - AUS: Ouro | Funhouse                                        |
| 2009 | "I Don't Believe You"                                     | —                   | 23                  | 15                  | 66                  | 17                  | —                   | 29                  | —                   | 62                  | | Funhouse                                        |
| 2010 | "Glitter in the Air"                                      | 16                  | —                   | —                   | 13                  | —                   | 169                 | —                   | —                   | 155                 | | Funhouse                                        |
| 2010 | "We Are the World 25 for Haiti" (com Vários artistas)     | 2                   | 1                   | 76                  | 8                   | 44                  | 72                  | —                   | 6                   | 71                  | | não é single de álbum                           |
| 2010 | "Won't Back Down" (com Eminem)                            | 62                  | —                   | —                   | 58                  | —                   | —                   | —                   | —                   | —                   | | Recovery                                        |
| 2010 | "Raise Your Glass"                                        | 1                   | 1                   | 9                   | 2                   | 5                   | 10                  | 9                   | 5                   | 13                  | - AUS: 2× Platina - CAN: Platina - NZL: Ouro - EUA: Platina - BRA: Platina                                                               | Greatest Hits... So Far!!!                      |
| 2010 | "Fuckin' Perfect"                                         | 2                   | 10                  | 8                   | 2                   | 18                  | 7                   | 2                   | 10                  | 6                   | - AUS: Ouro - NZL: Ouro - BRA: Platina                                                                                                   | Greatest Hits... So Far!!!                      |
| 2012 | "Blow Me (One Last Kiss)"                                 | 5                   | 1                   | 14                  | 4                   | 10                  | 11                  | 14                  | 8                   | 3                   | - AUS: 2× Platina - NZL: Ouro - CAN: Platina - EUA: 2× Platina - BRA: Platina                                                            | The Truth About Love                            |
| 2012 | "Try"                                                     | 9                   | 6                   | 3                   | 4                   | 2                   | 12                  | 23                  | 7                   | 8                   | - AUS: 4× Platina - NZL: Platina - UK: Prata - BRA: Diamante                                                                             | The Truth About Love                            |
| 2013 | "Just Give Me a Reason" (com Nate Ruess)                  | 1                   | 1                   | 2                   | 1                   | 5                   | 1                   | 1                   | 1                   | 2                   | - AUS: 5× Platina - NZL: 3× Platina - UK: Platina - EUA: 2× Platina - BRA: 2× Diamante                                                   | The Truth About Love                            |
| 2016 | "Just Like Fire"                                          | 10                  | 1                   | 16                  | 11                  | 21                  | 23                  | 57                  | 11                  | 19                  | - UK: prata - AUS: Platina - NZ: ouro - BRA: Platina                                                                                     | Alice Through the Looking Glass (trilha sonora) |
| 2016 | "Setting The World On Fire" (com Kenny Chesney)           | 29                  | 26                  | 48                  | —                   | —                   | —                   | —                   | —                   | —                   | | Cosmic Hallelujah                               |
| 2017 | "What About Us"                                           | 13                  | 1                   | 3                   | 6                   | 2                   | 3                   | 1                   | 9                   | 3                   | - CAN: 2× Platina - UK: Platina - AUS: 3× Platina - AUT: Ouro - FRA: Platina - NZ: Platina - BRA: 3× Platina                             | Beautiful Trauma                                |
| 2017 | "Beautiful Trauma"                                        | 78                  | 25                  | 45                  | 51                  | 80                  | 80                  | 14                  | 41                  | 25                  | - AUS: Platina - UK: Ouro - CAN: Platina - BRA: Ouro                                                                                     | Beautiful Trauma                                |
| 2018 | "Whatever You Want"                                       | —                   | 44                  | —                   | —                   | —                   | —                   | —                   | 79                  | —                   | | Beautiful Trauma                                |
| 2018 | "Secrets"                                                 | —                   | —                   | —                   | —                   | —                   | —                   | —                   | —                   | —                   | | Beautiful Trauma                                |
| 2018 | "A Million Dreams"                                        | 90                  | 26                  | —                   | 80                  | 70                  | —                   | —                   | 16                  | 11                  | | Beautiful Trauma                                |
| 2019 | "Walk Me Home"                                            | 49                  | 11                  | 36                  | 17                  | 33                  | 16                  | 35                  | 8                   | 8                   | - BRA: Platina | Hurts 2B Human                                  |
| 2019 | "Can We Pretend" (com partic. de Cash Cash)               | —                   | 99                  | —                   | 99                  | —                   | —                   | —                   | 76                  | 88                  | - BRA: Ouro | Hurts 2B Human                                  |
| 2019 | "Hurts 2B Human" (com partic. de Khalid)                  | —                   | 48                  | —                   | 87                  | —                   | —                   | —                   | 59                  | 61                  | - BRA: Ouro | Hurts 2B Human                                  |
| 2019 | "Love Me Anyway" (com partic. de Chris Stapleton)         | 96                  | —                   | —                   | —                   | —                   | —                   | —                   | —                   | —                   | | Hurts 2B Human                                  |
| 2020 | "One Too Many" (com partic. de Keith Urban)               | 52                  | 6                   | —                   | 22                  | —                   | —                   | —                   | —                   | 40                  | | The Speed of Now Part 1                         |
| 2021 | "Cover Me in Sunshine" (com partic. de Willow Sage Hart)  | —                   | 6                   | 3                   | 60                  | 7                   | 24                  | 28                  | 4                   | 52                  | | All I Know So Far: Setlist                      |
| 2021 | "Anywhere Away from Here" (com partic. de Rag'n'Bone Man) | —                   | 43                  | —                   | 88                  | —                   | —                   | —                   | 56                  | 9                   | | Life by Misadventure                            |
| 2021 | "All I Know So Far"                                       | 74                  | 25                  | 68                  | 30                  | 75                  | —                   | 99                  | 48                  | 39                  | | All I Know So Far: Setlist                      |

### Promocionais
| Ano  | Single            | Posição | Posição | Posição | Posição | Posição | Posição | Posição | Posição | Certificação | Álbum                     |
| Ano  | Single            | EUA     | FRA     | ESC     | EUR     | EST     | HUN     | SUE     | POL     | Certificação | Álbum                     |
| ---- | ----------------- | ------- | ------- | ------- | ------- | ------- | ------- | ------- | ------- | ------------ | ------------------------- |
| 2011 | "Heartbreak Down" | —       | 194     | 87      | 87      | 23      | 3       | 12      | 18      |              | Greatest Hits...So Far!!! |

### Como artista convidada
| 2012                       | "Guns and Roses" (com T.I.) | — | 48 | — | — | — | — | — | 87 | — |  | Trouble Man: Heavy is The Head |
| "—" não chegou às tabelas. |                             |   |    |   |   |   |   |   |    |   |  |                                |

## DVDs
| Ano  | Álbum                                                                                              | Posições | Posições | Posições | Posições | Posições | Posições | Certificações      |
| Ano  | Álbum                                                                                              | EUA      | RU       | ALE      | AUS      | HOL      | AUT      | Certificações      |
| ---- | -------------------------------------------------------------------------------------------------- | -------- | -------- | -------- | -------- | -------- | -------- | ------------------ |
| 2006 | Pink: Live in Europe - Primeiro DVD ao vivo - Lançado: março de 2006 - Formatos: DVD               | —        | 3        | 13       | 1        | 2        | 2        | - AUS: 11× Platina |
| 2007 | Pink: Live from Wembley Arena - Segundo DVD ao vivo - Lançado: 16 de abril de 2007 - Formatos: DVD | —        | 1        | 1        | 1        | 2        | 1        | - ALE: 3× Platina  |
| 2009 | Pink: Live in Australia - Terceiro DVD ao vivo - Lançado: 14 de outubro de 2009 - Formatos: DVD    | 2        | 2        | 1        | 1        | —        | 1        | - ALE: Platina     |